# 박민상
박민상(2004년 10월 1일 ~ )은 대한민국의 배우이다.

## 출연작

### 영화
- 《고산자, 대동여지도》 (2016년) - 어린 김정호 역
- 《늙은 자전거》 (2015년) - 최풍도 역
- 《그놈이다》 (2015년) - 차선 아들 역

### 드라마
- 《닥터 로이어》 (MBC, 2022년) - 남준환 역
- 《배드 앤 크레이지》 (tvN, 2021년 ~ 2022년) - 심정훈 역
- 《달이 뜨는 강》 (KBS2, 2021년) - 어린 고건 역
- 《내가 가장 예뻤을 때》 (MBC, 2020년) - 어린 서진 역
- 《기막힌 유산》 (KBS1, 2020년) - 어린 부설악 역
- 《저 하늘에 태양이》 (KBS2, 2016년) - 기태 역
- 《가화만사성》 (MBC, 2016년) - 어린 봉삼봉 역
- 《치즈인더트랩》 (tvN, 2016년) - 어린 유정 역
- 《별이 되어 빛나리》 (KBS2, 2015년)
- 《왔다! 장보리》 (MBC, 2014년)
- 《불의 여신 정이》 (MBC, 2013년)
- 《왕가네 식구들》 (KBS2, 2013년)
- 《칼과 꽃》 (KBS2, 2013년)
- 《은희》 (KBS2, 2013년)
- 《최고다 이순신》 (KBS2, 2013년)
- 《잘났어 정말》 (MBC, 2013년)
- 《지성이면 감천》 (KBS1, 2013년)

### 뮤직비디오
- 소지섭 - Boy Go (2014년)